# Лас-Вегільяс
Лас-Вегільяс (ісп. Las Veguillas) — муніципалітет в Іспанії, у складі автономної спільноти Кастилія-і-Леон, у провінції Саламанка. Населення — 294 особи (2010).
Муніципалітет розташований на відстані близько 180 км на захід від Мадрида, 31 км на південний захід від Саламанки.
На території муніципалітету розташовані такі населені пункти: (дані про населення за 2010 рік)
- Аргіхо: 4 особи
- Кабрера: 23 особи
- Касануева: 2 особи
- Ла-Уерта: 0 осіб
- Льєн: 8 осіб
- Мора-де-ла-Сьєрра: 2 особи
- Педро-Льєн: 10 осіб
- Лас-Вегільяс: 245 осіб

## Демографія
Динаміка населення (INE ):